# Кузнецов, Николай Васильевич (математик)
Кузнецо́в Никола́й Васи́льевич (24 июня 1939, Хачмас, Азербайджанская ССР, СССР — 29 марта 2010, Хабаровск, Российская Федерация) — советский и российский математик, член-корреспондент РАН, директор Хабаровского отделения Института прикладной математики Дальневосточного отделения РАН (1992—2007).

## Биография
С отличием окончил МФТИ в 1962 году, аспирантуру при институте — в 1965 году (с защитой кандидатской). В 1982 году защитил докторскую диссертацию. Избран в члены-корреспонденты АН СССР 23 декабря 1987 года (с 1991 года — член-корреспондент РАН) по отделению математических наук.
Научную деятельность начал в должности младшего научного сотрудника отдела теории чисел Математического института АН СССР.
С 1969 г. — младший, затем — старший научный сотрудник лаборатории систем управления разработками систем при Московском педагогическом институте.
В 1971—1972 гг. — начальник сектора, затем отдела в Центральном научно-исследовательском институте информации и технико-экономических исследований, начальник отдела в Научно-исследовательском институте систем управления и экономики.
В 1973 г. приезжает на Дальний Восток, работает в ХабКНИИ в должности старшего научного сотрудника, заведующего лабораторией, где им разрабатывается направление на стыке теории чисел и спектральной теории.
В 1981—1988 гг. — заместитель директора Вычислительного центра ДВО РАН. В 1989 г. переходит в Институт прикладной математики ДВО РАН, в 1992—2007 гг. — директор Хабаровского отделения Института прикладной математики Дальневосточного отделения РАН.
Специалист в области теории автоморфных функций, спектральной теории и теории чисел. Автор более 50 работ, в том числе: «Гипотеза Петерссона для параболических форм веса нуль и гипотеза Линника», «Свёртка коэффициентов Фурье рядов Эйзештейна», «Ряды Пуанкаре и расширенная гипотеза Лемера» и др.
Большое внимание уделял подготовке научных кадров: профессор ДВГУ, много лет являлся председателем ряда диссертационных советов, сопредседателем Оргкомитета Дальневосточной математической школы-семинара имени академика Е. В. Золотова.

## Научная деятельность
Итогом его научных исследований стало подтверждение гипотезы Линника, создание нового метода получения форм следа Сельберга, теоремы о распределении собственных значений оператора Лапласа на плоскости Лобачевского. Научные исследования Н. В. Кузнецова в области теории автоморфных функций, спектральной теории и теории чисел являются пионерскими и признаны во всём мире. Открытие им «Формулы суммирования для сумм Клоостермана», которые в англоязычных публикациях называют «Формулы следа Кузнецова», предоставило новые возможности в трудных проблемах теории чисел, теории автоморфных функций и в математической физике. Значительным научным достижением учёного является открытие им принципиально нового функционального уравнения для четвёртых спектральных моментов рядов Гекке.

## Награды и премии
- Медаль «За трудовую доблесть» (1983) — за успехи в научной и научно-организационной деятельности
- Орден Почёта (2000) — за заслуги перед государством, многолетний добросовестный труд и большой вклад в укрепление дружбы и сотрудничества между народами[2]